# محمد خالد القطمة
محمد خالد طاهر القَطمَة (29 يونيو 1934 - 9 نوفمبر 2008) صحفي وشاعر وكاتب سوري. ولد في حماة ونشأ بها. أنهى دراسته العالية بدرجة الماجستير في الجامعة الأميركية ببيروت. عمل في الصحافة اللبنانية والسورية‌ والكويتية. بدأ مشواره الصحافي في يوليو عام 1955 في لبنان، ثم هاجر إلى الكويت في 1963 فأقام فيها وتولّى منصف مدير التحرير لعدد من الصحف والمجلات الكويتية، عمل في جرائد الهدف، والوطن، كما أصدر الأنباء عام 1976، وأسس كذلك الرأي العام. عمل منذ 1991 مديرًا عامًا لدار سعاد الصباح للنشر والتوزيع. يعد من مؤسسي الصحافة في الكويت وكان عضوًا في الحزب السوري القومي الاجتماعي من 1953 حتى وفاته.

## ولادته وسنواته الأولى
ولد محمد خالد طاهر القطمة في 29 يونيو 1934 في مدينة حماة، درس في مدارسها الابتدائية وبعدها ذهب إلى المدرسة الأميركية في طرابلس بلبنان ثم الجامعة الأميركية في بيروت، وحاز ليسانس الآداب عام 1957. 
إنتمى إلى الحزب السوري القومي الاجتماعي عام 1953. واستمر على تواصل مع مركز الحزب في بيروت حتى وفاته.

## مهنته الصحفية
بدأ مشواره الصحافي في يوليو عام 1955 في لبنان وأول ما كتبه نشر في الصفحة الأولى في جريدة «صدى لبنان». ثم انتقل إلى جريدة «البناء» السورية، ثم جرية «الأيام» بعدها انتقل إلى جريدة «النصر». وعمل أيضا مديرا لادارة البرامج الثقافية في التلفزيون السوري ثم فصل من عمله في عهد الانفصال عام 1963.

سكن الكویت منذ 19 مايو 1963.
```
وكانت بدايته من جريدة الرأي العام، التي استمر بها 7 سنوات، ثم أسس مجلة 
اليقظة
 عام 1970 تلتها جريدة 
الهدف
 عام 1971، ثم جريدة 
الوطن
 1973 ثم 
جريدة الأنباء
 1976 التي استمر فيها لـ15 سنة.
```

واثناء الغزو العراقي لكويت كلّف بإصدار جريدة الأنباء في القاهرة، ثم أنضم إلى دار سعاد الصباح للنشر بعد التحرير، وأصبح مديرا لها حتى وفاته. 

كان عضوًا في كل من جمعية الصحافيين الكويتية واتحاد الصحافيين بدمشق، وعضو دائم جمعية متخرجي الجامعة الأميركية في بيروت واتحاد الناشرين العرب، القاهرة، بيروت.

## حياته الشخصية
نشأ في أسرة مترابطة، وكان والده يحبه كثيراً وكانت علاقته بوالدته مميزة فقد كانت مميزة لكن علاقته بإخوته وأخواته لم تكن متواصلة بسبب هجرته منذ عام 1947.

تزوج من نور عازار حيث تعارفا في إحدى الحفلات إلى جانب أنهما سجنا معاً في أوائل عام 1962، وعندما خرجا من السجن تزوجا في اليوم التالي مباشرة، له من البنات نضال ومنى وحبيبة وله ابن واحد اسمه مجد.

ولعزوفه عن الخدمة العسكرية في الجيش السوري استدان ورهن بيت والدته ليدفع البدل العسكري، مما جعله تحت وطأة تسديد دين مرهق.

## وفاته
توفي في مدينة الكويت في 9 نوفمبر 2008 أقامت له حفل تأبين في 23 ديسمبر 2008 بحضور أصدقائه وزملائه والسفير السوري بالكويت.كذلك اقامت ندوة الادباء" في الإمارات المتحدة حفلاً تأبينياً وتكريمياً له، حضره نائب حاكم إمارة دبي، وعدة من الادباء القوميين الاجتماعيين.

## مؤلفاته
من دواوينه الشعرية:
- نهر الأحزان، 1992
- بين الوردة والسكين، 1996

من كتبه:
- الأسبوع 6 أيام، 1984
- قصّة الدولة الدرزية، 1985
- قصة الدولتين المارونية والدرزية، 1985
- اوراق من الذاكرة
- ويبقى الاسبوع 6 أيام، 2003
- كلام يشبه الشعر، 2004
- هارب من الاعراب، 2005